# Gouvernement Jean-de-Dieu Soult (2)
Monarchie de Juillet
Gouvernement de transition de 1839 Gouvernement Adolphe Thiers II
Le deuxième gouvernement Jean-de-Dieu Soult du 12 mai 1839 au 1er mars 1840, ou deuxième ministère Soult, treizième ministère de la monarchie de Juillet, est formé le 12 mai 1839 sous la présidence du maréchal Soult. Il comprend 9 membres et reste en place jusqu'au 1er mars 1840.

## Constitution
La coalition qui s'est formée au sein de la Chambre des députés pour renverser le deuxième ministère Molé s'avère incapable de faire émerger en son sein une majorité de gouvernement et ne tarde pas à se désagréger aussitôt son objectif atteint.
La session parlementaire s'ouvre, le 4 avril 1839, dans une atmosphère quasi-insurrectionnelle. Des bandes rôdent autour du Palais-Bourbon, défilent en chantant La Marseillaise, brisent des réverbères et dévalisent des magasins d'armes tandis que la presse de gauche accuse le gouvernement d'être à l'origine de ces désordres.
L'élection du président de la Chambre, le 14 avril, achève de rompre la coalition : Thiers, leader du centre gauche, fait campagne, depuis la chute de Molé, pour l'élection de Barrot, leader de l'opposition dynastique ; mais son attitude lors de la crise ministérielle, qui l'a vu faire échouer toutes les combinaisons tentées par Louis-Philippe, a divisé ses troupes et suscite, au centre gauche, la dissidence d'Hippolyte Passy qui se présente contre Barrot et recueille les voix du centre ministériel et des doctrinaires, ravis de cette zizanie à gauche. Passy est donc élu par 227 voix contre 193 à Barrot. Une majorité s'est donc dessinée pour empêcher tout ministère de gauche.
Vers la fin du mois d'avril, Passy met au point une combinaison de centre gauche avec Thiers et Sauzet sous la présidence de Dupin aîné, mais ce dernier, comme à son habitude, fait défaut à la dernière minute, entraînant la caducité du projet, que la gauche impute à Louis-Philippe, accusé de prolonger la crise pour montrer qu'il est incontournable. En riposte, Thiers fait promettre à ses amis de ne pas entrer dans un quelconque cabinet sans son aval, et, le 4 mai, Mauguin propose hypocritement à la Chambre d'adopter « une humble adresse au roi, le suppliant de mettre un terme aux anxiétés du pays et de constituer, en usant de sa prérogative, un ministère qui ne soit pas provisoire ». Cette proposition est prise en considération le 10 mai et la commission chargée de l'examiner est constituée le lendemain.
Le surlendemain, 12 mai, une opération insurrectionnelle est déclenchée rue Saint-Denis et rue Saint-Martin par la Société des saisons, société secrète républicaine, dont les meneurs sont Martin Bernard, Armand Barbès et Auguste Blanqui. L’opération échoue et les conjurés sont arrêtés. Mais cet événement renverse la situation politique : le soir même, Louis-Philippe est en mesure de former un nouveau gouvernement sous la présidence du maréchal Soult, accouru l'un des premiers aux Tuileries pour témoigner son soutien au roi et à la monarchie de Juillet, et personnalité à qui Louis-Philippe songeait depuis le début de la crise ministérielle. Le roi a donc gagné la partie et fait émerger une combinaison qui lui convient.
Le deuxième ministère Soult (après celui de 1832 et avant celui de 1840) comprend essentiellement des techniciens et des obligés du maréchal. Celui-ci, qui s'est réservé les Affaires étrangères, place deux de ses créatures à la Justice (Teste) et à la Guerre (Schneider), et attribue à des techniciens la Marine (confié à l'amiral (Duperré), l'Instruction publique (attribué à un célèbre professeur, Villemain) et l'Agriculture et le Commerce (qui va à un riche industriel, Cunin-Gridaine). Dans cette équipe, on ne trouve en définitive que trois personnalités au profil réellement politique : Duchâtel, doctrinaire, à l'Intérieur, ce que justifient les troubles à l'ordre public ; et Passy, centre gauche, aux Finances et Dufaure, centre gauche, aux Travaux publics.
Les deux ténors respectivement du centre gauche et du centre droit, Thiers et Guizot, restent donc en dehors de la combinaison. Le second sera bientôt nommé ambassadeur à Londres (5 février 1840), tandis que le premier tente, en guise de compensation, de se faire élire à la présidence de la Chambre des députés en remplacement de Passy, devenu ministre. Mais, il est battu le 14 mai 1839 par Sauzet (213 voix contre 206), et cette humiliation nourrit son ressentiment contre le ministère, dont la chute devient son principal objectif.

## Composition

### Présidence du Conseil
| Fonction                           | Image | Nom                |
| ---------------------------------- | ----- | ------------------ |
| Président du Conseil des ministres |       | Jean-de-Dieu Soult |

### Ministères
| Fonction                                 | Image | Nom                     |
| ---------------------------------------- | ----- | ----------------------- |
| Ministre des Affaires étrangères         |       | Jean-de-Dieu Soult      |
| Ministre de l’Intérieur                  |       | Tanneguy Duchâtel       |
| Ministre de la Justice et des Cultes     |       | Jean-Baptiste Teste     |
| Ministre de la Guerre                    |       | Virgile Schneider       |
| Ministre des Finances                    |       | Hippolyte Passy         |
| Ministre de la Marine et des Colonies    |       | Guy-Victor Duperré      |
| Ministre de l'Instruction publique       |       | Abel François Villemain |
| Ministre des Travaux publics             |       | Jules Dufaure           |
| Ministre du Commerce et de l'Agriculture |       | Laurent Cunin-Gridaine  |

### Sous-secrétariat d’État
| Fonction                                   | Image | Nom                                      |
| ------------------------------------------ | ----- | ---------------------------------------- |
| Sous-secrétaire d'État aux Travaux publics |       | Alexis Legrand nomination du 18 mai 1840 |

## Fin
Thiers, qui a échoué à devenir président de la Chambre des députés, entreprend, peu après la constitution du ministère Soult, de se rapprocher de Molé, son adversaire d'hier, et fait savoir au roi qu'il est prêt à entrer dans toute combinaison ministérielle qui ne comprendrait pas Passy et Dufaure qui, estime-t-il, l'ont trahi en acceptant des portefeuilles sans son aval.
Le 20 février 1840, la Chambre rejette par 226 voix contre 200 le projet de loi accordant une dotation au duc de Nemours à l'occasion de son mariage avec la princesse Victoire de Saxe-Cobourg-Kohary. Jamais un ministère n'a été battu par une majorité aussi importante : le cabinet présente aussitôt sa démission au roi, qui l'accepte.

## Sources
- Guy Antonetti, Louis-Philippe, Paris, Fayard, 1994  (ISBN 2-213-59222-5)
- Benoît Yvert (dir.), Premiers ministres et présidents du Conseil depuis 1815. Histoire et dictionnaire raisonné, Paris, Perrin, 2002  (ISBN 2-262-01354-3)